# Ивановка (Целинский район)
Ива́новка — хутор в Целинском районе Ростовской области.
Входит в состав Хлеборобного сельского поселения.

## Население
| 2010 |
| ---- |
| 316  |

## Улицы
На хуторе имеется одна улица — Интернациональная.